# بويس غرين
بويس غرين (بالإنجليزية: Boyce Green)‏ هو لاعب كرة قدم أمريكية أمريكي، ولد في 24 يونيو 1960 في بيافورت في الولايات المتحدة.

## وصلات خارجية
- بويس غرين على موقع مرجع كرة القدم المحترفة.كوم (الإنجليزية)